# Psychochirurgie
Ne pas confondre avec la Chirurgie psychique, une chirurgie prétendument réalisée grâce à des moyens paranormaux.

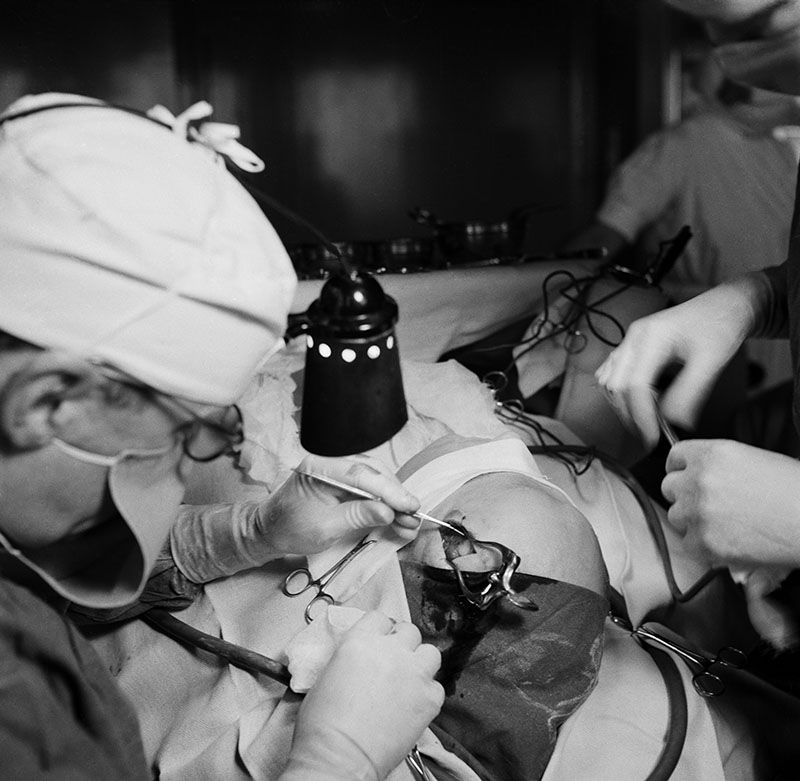
Lobotomie en 1949.

La psychochirurgie ou neurochirurgie pour des troubles mentaux est l'ensemble des techniques neurochirurgicales qui ont pour objet de traiter des maladies mentales. Une des techniques psychochirurgicales les plus connues et controversées est la lobotomie mais, plus récemment, elle a aussi été utilisée dans le cadre de la neurochirurgie, pour des troubles obsessionnels compulsifs (TOC) (stimulation cérébrale profonde) avec des succès discutés.

## Histoire
La psychochirurgie a toujours été un domaine médical controversé. L'histoire moderne de la psychochirurgie commence dans les années 1880 avec le psychiatre suisse Gottlieb Burckhardt,. La première incursion significative dans la psychochirurgie au XXe siècle a été conduite par le neurologue portugais Egas Moniz. Au milieu des années 1930, il développa une opération appelée leucotomie. 

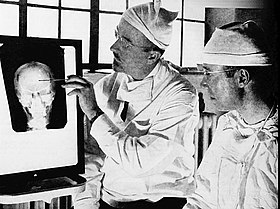
Walter J. Freeman (à gauche) et James W. Watts (à droite).

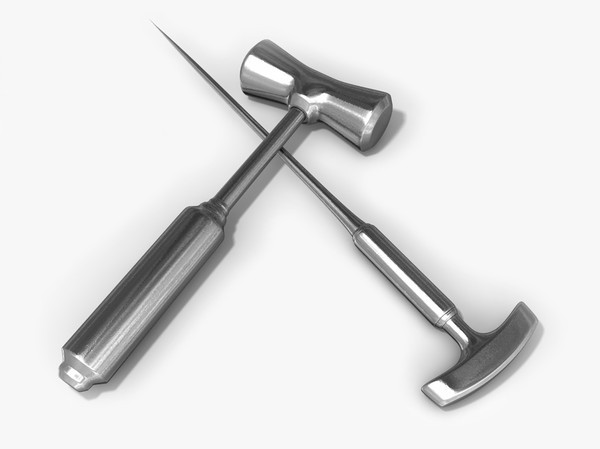
Orbitoclaste.

Cette pratique a été récupérée aux États-Unis par le neuropsychiatre Walter J. Freeman et le neurochirurgien James W. Watts qui conçurent ce qui allait devenir la procédure standard de chirurgie du lobe préfontral. Ils appelèrent leur technique « lobotomie ». Après la Seconde Guerre mondiale, Freeman se sépara de Watts et introduit une modification dans la procédure qu'il appela lobotomie transorbitaire. Cette procédure simplifiée dans laquelle un pic à glace ou un instrument similaire était introduit dans le cerveau en passant par la cavité orbitaire. Cette technique permettait de se dispenser de l'aide d'un neurochirurgien. Ainsi, elle se répandit rapidement aux États-Unis. Malgré la récompense par le prix Nobel de physiologie et de médecine de Moniz en 1949 pour la découverte « de la valeur thérapeutique de la leucotomie dans certaines psychoses », la lobotomie a été largement discréditée et remplacée par des traitements médicamenteux comme la chlorpromazine dans les années 1950. D'autres formes de psychochirurgie, bien qu'utilisées à plus petite échelle, ont survécu. Certains pays ont complètement abandonné la psychochirurgie, dans d'autres comme les États-Unis et le Royaume-Uni cette technique est régulée et utilisée uniquement dans certains centres chez un petit nombre de patients avec des dépressions ou des troubles obsessionnels compulsifs après un échec de plusieurs années de traitement médicamenteux et psychothérapeutique. Dans d'autres pays, elle est utilisée dans le traitement de la schizophrénie et de l'addiction.
Récemment, l'intérêt des traitements neurochirurgicaux est renouvelé, pour des troubles obsessionnels compulsifs (TOC) (stimulation cérébrale profonde) avec des succès discutés. Le but est aujourd'hui de ne pas faire d'ablation de tissu cérébral mais de proposer des stimulations cérébrales profondes dont le but est de stimuler des zones du cerveau grâce à l'utilisation d'électrodes implantées.
Des techniques d'optogénétique sont en train de se développer en expérimentation animale. Elles permettent de stimuler plus spécifiquement certains récepteurs génétiquement modifiés et donc certains types de neurones d'une région où est implantée une fibre optique.

## Méthode
La psychochirurgie est une méthode collaborative entre des psychiatres et des neurochirurgiens. Pendant l'opération qui est réalisée sous anesthésie générale en utilisant des méthodes stéréotaxiques, une petite partie du tissu cérébral est détruite ou retirée ou des électrodes sont implantées. Les types les plus fréquents de psychochirurgie en utilisation courante ou récentes sont la capsulotomie, la cingulotomie, la tractotomie sous caudale (traduction à vérifier), la leucotomie du système limbique. Ces lésions sont réalisées par radiation, thermo-coagulation, par cryo-ablation ou ablation mécanique au bistouri. Environ un tiers des patients montrent une amélioration significative de leurs symptômes après l'opération. Les avancées de ces techniques chirurgicales ont nettement diminué l'incidence des décès et des effets indésirables sérieux. Les risques persistants sont les risques de crises d'épilepsie, d'incontinence, un manque de motivation et d’initiative, une prise de poids, et des problèmes cognitifs et affectifs.

### Francophone
- Comité Consultatif national d’éthique pour les sciences de la vie et de la santé. Avis no 71 - 25 avril 2002 sur la neurochirurgie fonctionnelle d’affections psychiatriques sévères. La Documentation française, Paris[10]
- Marc Lévêque, Psychochirurgie. Springer-Verlgag, 380 p., 2013,  (ISBN 9782817804538)
- Marc Lévêque, La chirurgie de l'âme. JC Lattès, 318 p., 2017,  (ISBN 9782709647458)

### Anglophone
- Heiner Fangerau, Jörg M. Fegert, and Thorsten Trapp et al. Implanted Minds: The Neuroethics of Intracerebral Stem Cell Transplantation and Deep Brain Stimulation. Transcript-Verlag janvier 2011, 316 p.,  (ISBN 978-3-8376-1433-6) (OCLC 642847864)
- Marc Lévêque, Psychosurgery New Techniques for Brain Disorders, Springer, décembre 2014, 370p,   (ISBN 9783319011448)